# گکوهای انگشت‌برگی
گکوهای انگشت‌برگی (نام علمی: Asaccus) سرده‌ای از گکوها هستند که به خاطر داشتن بالشتک در بخش انگشتان دست و پا به شکل سرخس پرسیاوش به این نام مشهور شده‌اند.

## گونه‌ها
- Asaccus andersoni
- Asaccus barani
- گکوی انگشت‌برگی موساندام،  Asaccus caudivolvulus
- گکوی انگشت‌برگی ورنر، Asaccus elisae
- گکوی انگشت‌برگی گالاگر، Asaccus gallagheri
- گکوی انگشت‌برگی ورنر خاکستری، Asaccus griseonotus
- Asaccus iranicus
- گکوی انگشت‌برگی کرمانشاهی، Asaccus kermanshahensis
- Asaccus montanus
- Asaccus platyrhynchus
- Asaccus tangestanensis
- Asaccus zagrosicus